# 亞倫·本·以利亞
亞倫·本·以利亞（Aaron ben Elijah）為14世紀期間，注釋《聖經》的傳道者。不過，部分神學學者認為並無此人的存在，或是泛指一群人。該注釋不但從知識、生活、意志與存在面來解釋上帝存在與團結的重要性，也利用不同的方式去解釋聖經上的上帝。